# Сафра Кац
Сафра Ада Кац (івр. צפרא עדה כץ, нар. 1 грудня 1961) — американський мільярдер-банкір і технологічний керівник. Вона є генеральним директором корпорації Oracle. Сафра Кац була виконавчим директором Oracle Corporation з квітня 1999 року, а членом ради з 2001 року. У квітні 2011 року її призначили співпрезидентом і фінансовим директором (CFO), підпорядковуючи засновнику Ларрі Еллісону. У вересні 2014 року Oracle оголосила, що Еллісон піде у відставку з посади генерального директора і що Марк Херд і Кац були призначені спільними генеральними директорами. У вересні 2019 року Кац стала єдиним генеральним директором після того, як Херд пішов у відставку через проблеми зі здоров'ям.